# ولسوالی فیروزکوه
شهرستان فیروزکوه یکی از ۱۱ شهرستان ولایت غور به مرکزیت شهر فیروزکوه در مرکز افغانستان است. جمعیت فیروزکوه در سال ٢۰٢۰ میلادی، ۱۶۶٬۲۳۶ نفر اعلام شده‌است و با ١١٬٧۶۴ کیلومتر مربع پهناورترین شهرستان ولایت غور می‌باشد. این شهرستان از شمال با شهرستان مرغاب  و  شهرستان چارسده و ولایت‌های بادغیس و سرپل، از شرق با ولایت بامیان و شهرستان دولت‌یار و لعل و سرجنگل، از جنوب شرق با ولایت ارزگان، از شرق با ولایت هرات و از جنوب با شهرستان دولینه و شهرک محدود می‌باشد.

## مردم
در فیروزکوه اقوام مختلف زندگی می‌کنند، که عمدتاً تاجیک‌ها و ایماق‌ها اکثریت جمعیت  آن را تشکیل میدهند. دیگر اقوام مانند هزاره‌ و اقلیت‌های از پشتون و ترکمن نیز در آن حضور دارند.
فیروزکوه در گذشته به نام چغچران یاد می‌شد و نظر به فیصلهٔ تاریخی ۱ ثور ۱۳۹۳ شورای وزیران افغانستان به فیروزکوه تغییر نام یافت. این ولسوالی با ۵۲۹ قریه پر قریه‌ترین ولسوالی افغانستان می‌باشد.